# 東京都道185号山田平井線
東京都道185号 山田平井線（とうきょうとどう185ごう やまだひらいせん）は、東京都あきる野市山田から、西多摩郡日の出町平井に至る一般都道である。接続する東京都道61号山田宮の前線の東京都道32号八王子五日市線（秋川街道）以北部分と合わせて、「山田通り」と呼ばれる。

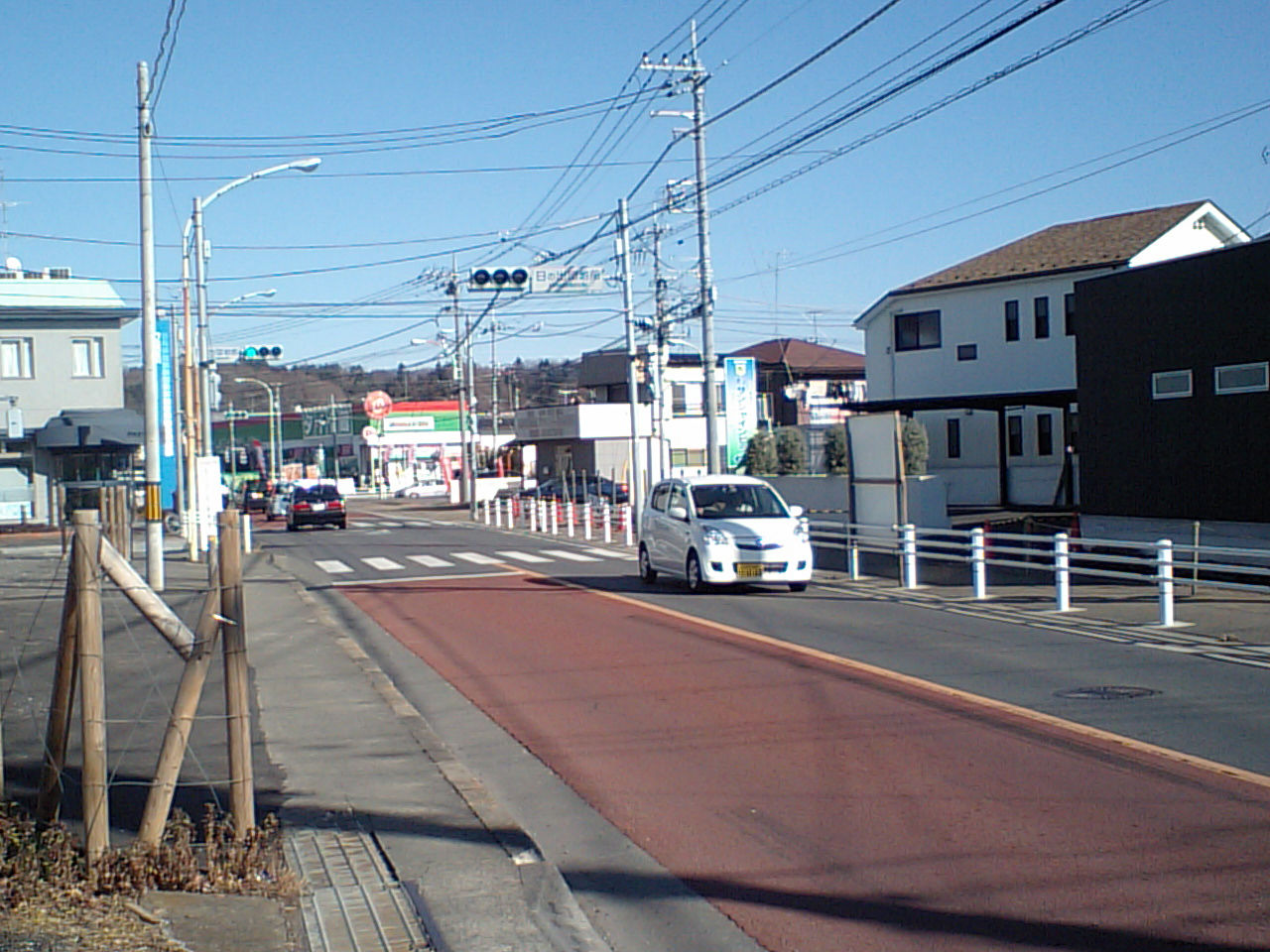
日の出町平井付近

## 概要
- 陸上距離：1.930km
- 起点：東京都あきる野市大字山田（山田交差点＝東京都道7号杉並あきる野線交点）
- 終点：東京都西多摩郡日の出町平井（西平井交差点＝東京都道184号奥多摩あきる野線交点）

## 通過する自治体
- 東京都
  - あきる野市 - 西多摩郡日の出町

## 交差・接続している道路
- 東京都道7号杉並あきる野線（五日市街道、東京都あきる野市）山田交差点
- 東京都道61号山田宮の前線（東京都あきる野市）山田交差点
- 東京都道165号伊奈福生線（東京都あきる野市）森ノ下交差点
- 東京都道184号奥多摩あきる野線（東京都西多摩郡日の出町）西平井交差点

## 都市計画道路指定
- 秋多3.4.14号線